# Divlje jagode
A Divlje jagode (magyarul: vad eprek) egy bosnyák rockzenekar, mely Bihácsban alakult 1976-ban. Angol nevük: Wild Strawberries.

## Története
Az együttes alapítója Sead "Zele" Lipovača, akit a Balkán egyik legjobb gitárosának tartanak. A Divlje jagode az egyetlen együttes a volt Jugoszlávia területéről, amelyik külföldön is nagy sikert aratott. 1986-ban az londoni LOGO Records lemezszerződést ajánlott az együttesnek, és még ebben az évben el is készítették az első albumukat angol nyelven. Később Zele Lipovača meghívást kapott a Whitesnake nevű együttesbe, mint vezető gitáros, ám ezt ő visszautasította, a LOGO Records-szal kötött szerződése miatt. Az együttes egy különleges jelenség a Balkánon, mivel ők indították el a Heavy Metal hullámot. Ma is az egyik legismertebb, és legnépszerűbb hard'n'heavy együttes az egykori Jugoszlávia területén.

## Korábbi tagok
- Sead "Zele" Lipovača – gitár, vokál
- Nihad Jusufhodžić – basszus (1976-79)
- Adonis Dokuzović – dob (1976-80)
- Ante Jankovic Toni – vokál (1976-81)
- Mustafa Ismailovski Muc – billentyűsök (1978-80)
- Alen Islamović – basszus, vokál (1981-86)
- Nasko Budimlić – dob (1981-86, 1989-99)
- Zlatan Ćehić – basszus, vokál (1984-96, 2006-2012)
- Mladen Vojicić – vokál (1988)
- Vlado Podany – billentyűsök (1988)
- Edin Sehović – dob (1988)
- Dragan Jankelić – dob (1988-89)
- Zlatan Stipcić – vokál (1989-90)
- Žaniel Tataj Žak – vokál (1990-92, 1994-97)
- Emir Cerić Cera – vokál (1996-97)
- Sanin Karić – basszus (1996-98)
- Dejan Oresković – basszus (2002-2006, 2012 élőben kisegítésként)
- Pero Galić – vokál (2002-től)
- Thomas Balaz – dob (2002-től)
- Ispán András – basszus (2012- )

## Tagok
- Sead "Zele" Lipovača – gitár
- Marko Osmanović – vokál, gitár
- Nasko Budimlić – dob
- Damjan Deurić – billentyűsök

## Albumaik

### Stúdióalbumok
- Divlje Jagode (1978)
- Stakleni hotel (1981)
- Motori (1982)
- Čarobnjaci (1983)
- Vatra (1985)
- Wild Strawberries (1987, Wild Strawberries néven)
- Konji (1988)
- Labude, kad rata ne bude (1995)
- Sto vjekova (1996)
- Od neba do neba (2003)
- Biodinamička ljubav (2013)

### Válogatások
- Najbolje (1986)
- The Very Best Of (2004)
- Najlepse balade: Krivo je more (2004)
- Let Na Drugi Svet 2CD (2004)
- The Love Collection (2011)

### Kislemezek
- "Jedina moja" / "Rock 'n' Roll" (1977)
- "Moj dilbere" / "Prijatelj" (1978)
- "Patkica" / "Kad bi vi, gospođo" (1978)
- "Nemam ništa protiv" / "Bit će bolje" (1979)
- "Ne, Nisam Ja (2011)

## További információ
- http://rateyourmusic.com/artist/divlje_jagode
- http://divljejagode.net/ Archiválva 2011. július 23-i dátummal a Wayback Machine-ben
- https://www.facebook.com/DivljeJagodeOfficial